# Álvaro de Lencastre
Álvaro de Lencastre (¿? - ¿?, 1613) Noble de Portugal y 3º duque (consorte) de Aveiro. Era hijo de Alfonso de Lencastre y de Violante Henriques y Coutinho. Era además bisnieto de Juan II el Príncipe Perfecto.
Se casó con su sobrina Juliana de Lencastre, duquesa de Aveiro, de esta unión nació:
- Isabel (¿? - ¿?);
- Violante (¿? - ¿?);
- Jorge (Azeitão, 13 de abril de 1594 - 7 de septiembre de 1632), 1º duque de Torres Novas, casó en 1619 con Ana Doria di Melfi y por segunda vez en 1628 con Ana Manrique de Cárdenas;
- Inés (¿? - ¿?);
- Alfonso (1597 - 1654), 1º duque de Abrantes;
- Juan (1598 - ¿?), prior de Setúbal;
- Magdalena (¿? - ¿?);
- Luísa (¿? - ¿?);
- Manuel (¿? - ¿?);
- Maria (¿? - ¿?);
- Violante (¿? - ¿?);
- Pedro (1608 - 1673), 5º duque de Aveiro;
- Luís Bernabé (¿? - ¿?);
- António (¿? - ¿?);
- Beatriz (¿? - ¿?).

- Datos: Q8076785